# Карабулак (Ходжалинський район)
Карабулак (азерб. Qarabulaq) — село у Ходжалинському районі Азербайджану. Село розташоване на схід від сіл Мадаташен та Джрахацнер та на захід від села Сарушен Мартунинського району, яке розташоване на ділянці Степанакерт — Кармір шука траси «Північ — Південь».
7 листопада 2020 року в ході Другої Карабаської війни було звільнене Збройними силами Азербайджану.

## Пам'ятки
В селі розташований монастир Гевондянц анапат (V-XIX ст.),Церква Св. Аствацацін (1827 р.), кладовище XVII-XVIII ст., млин XIX ст. та міст XX ст.